# Operation Lillbrorsan
Operation Lillbrorsan är en italiensk film från 1967. Filmen är även känd under en rad olika titlar, såsom OK Connery, Operation Kid Brother, Operation Double 007 och Secret Agent 00.
Filmen är en agentfilm. Då Europas bästa agent inte är tillgänglig anlitas hans yngre bror, Dr. Neil Connery (spelad av Sean Connerys bror, Neil Connery), att stoppa ett brottssyndikat. Filmen gjordes när James Bond-filmerna var som populärast och förutom Connerys bror medverkar även Bond-skådespelarna Bernard Lee, Lois Maxwell, Adolfo Celi, Anthony Dawson och Daniela Bianchi.
Filmen var med i ett avsnitt av tv-serien Mystery Science Theater 3000 som går ut på att huvudpersonerna driver med en film som anses vara dålig.